# Ceratozetes platyrhinoides
Ceratozetes platyrhinoides är en kvalsterart som beskrevs av Hammer 1961. Ceratozetes platyrhinoides ingår i släktet Ceratozetes och familjen Ceratozetidae. Inga underarter finns listade i Catalogue of Life.